# Fläckig myrpickare
Fläckig myrpickare (Parmoptila woodhousei) är en fågel i familjen astrilder inom ordningen tättingar.

## Utseende och läte
Fläckig myrpickare är en liten astrild med sångarlikt tunn näbb. Fjäderdräkten är undertill fläckad och tvärbandad, med rödaktigt i ansiktet och på strupen samt enfärgat brunt på hjässa, rygg, vingar och stjärt. Bland lätena hörs mjuka och visslande "ptiee" samt upprepade ljusa och fallande visslingar.

## Utbredning och systematik
Fläckig myrpickare delas in i två underarter med följande utbredning:
- Parmoptila woodhousei woodhousei – förekommer från sydöstra Nigeria till Kamerun, södra Centralafrikanska republiken och centrala Demokratiska republiken Kongo
- Parmoptila woodhousei ansorgei – förekommer i nordvästra Angola

## Levnadssätt
Fläckig myrpickare hittas i undervegetation och på marken i skogsområden. Där födosöker den huvudsakligen efter myror. Den ses enstaka eller i smågrupper, ibland kring myrvärmar och i kringvandrande artblandade flockar.

## Status
Arten har ett stort utbredningsområde och beståndet anses vara stabilt. Internationella naturvårdsunionen IUCN listar den därför som livskraftig (LC).

## Namn
Fågelns vetenskapliga artnamn hedrar Samuel Washington Woodhouse (1821-1904), kirkurg i US Army 1849-1862 samt upptäcktsresande och naturforskare verksam i USA och Centralamerika. Tidigare kallades den woodhousemyrpickare eller Woodhouses myrpickare även på svenska, men tilldelades 2023 ett mer informativt namn av BirdLife Sveriges taxonomikommitté.